# Осій
О́сій — село в Україні, в Іршавській міській громаді Хустського району Закарпатської області.

## Етимологія

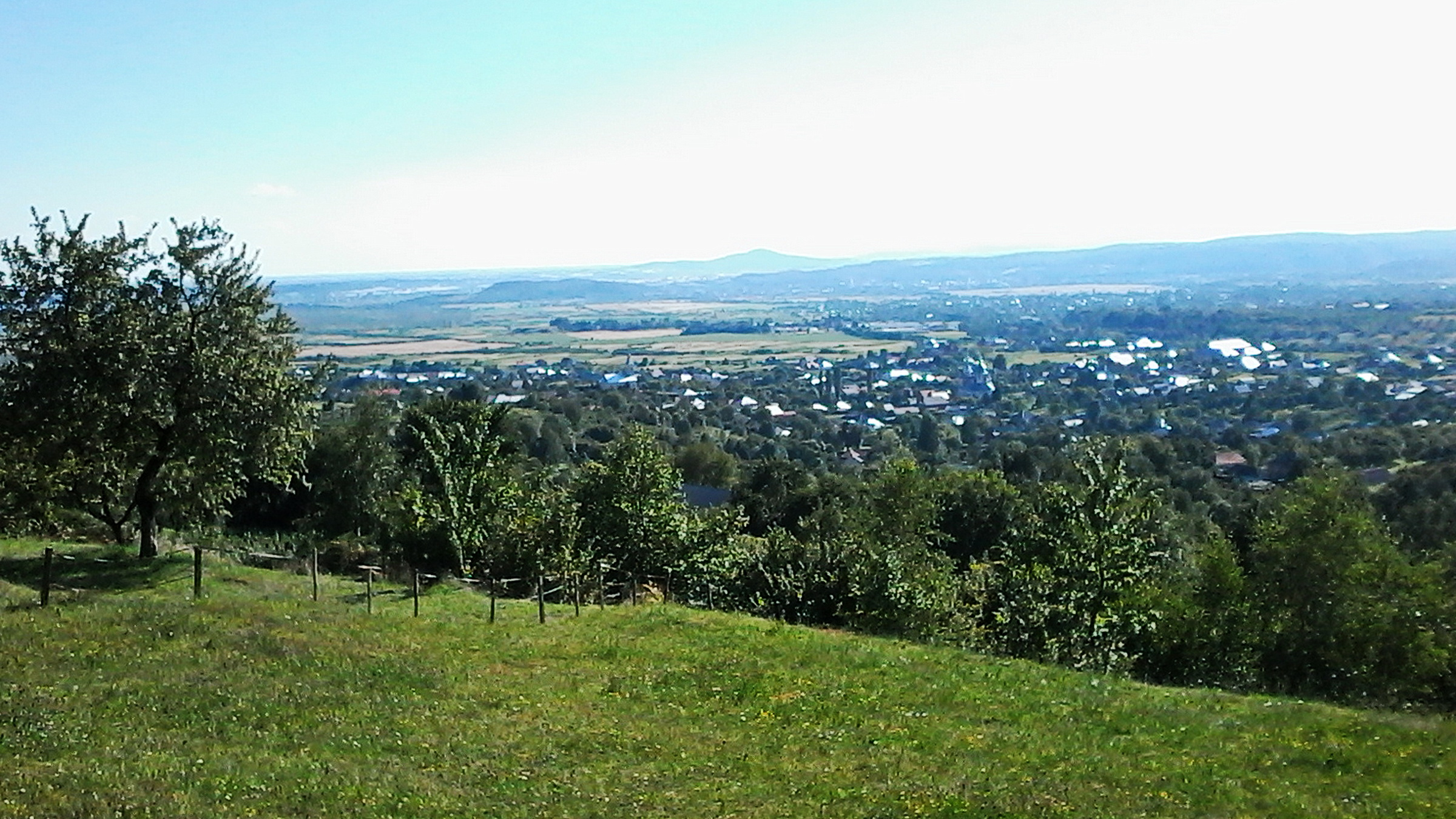
Вид на с. Осій

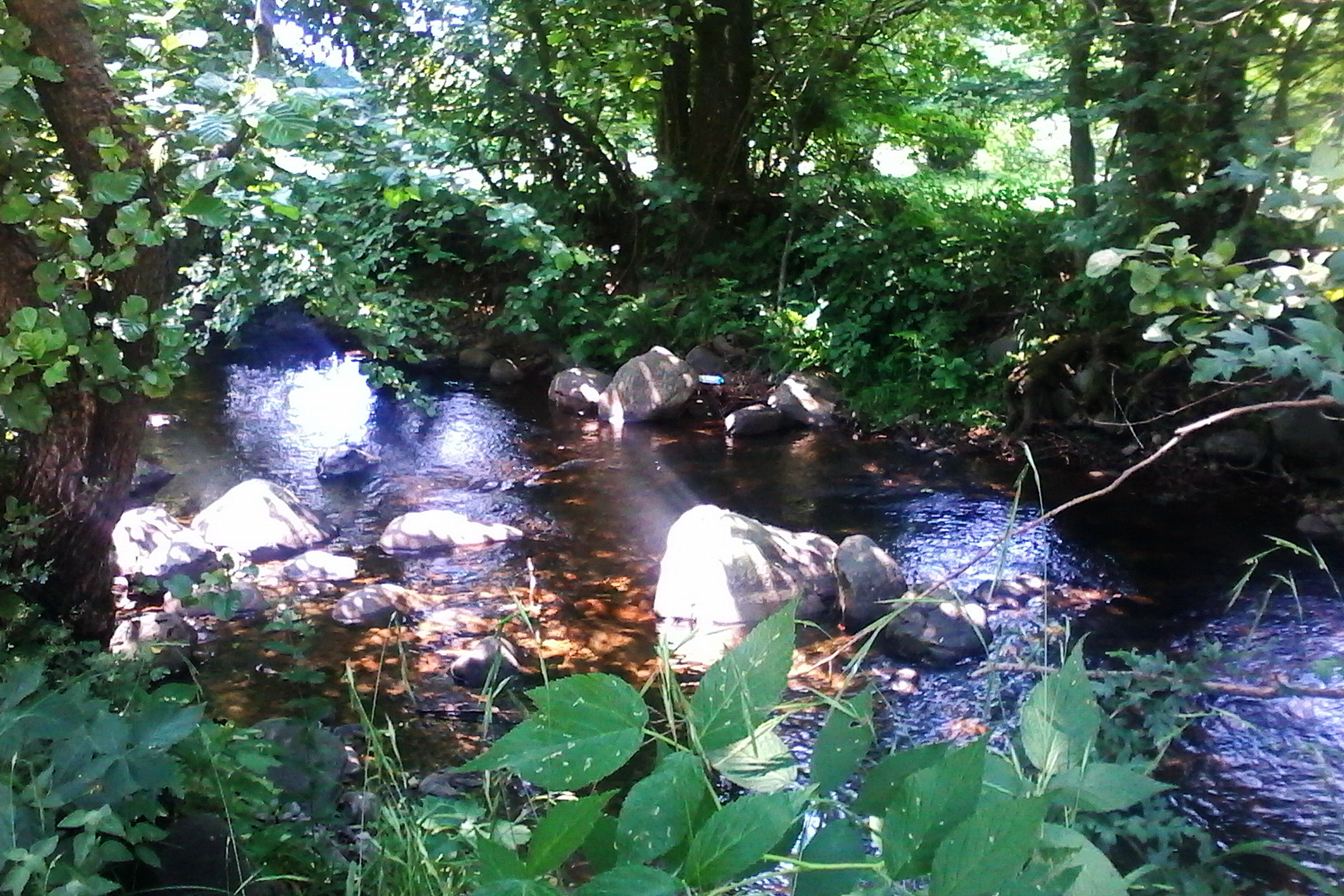
Річка Синявка

Цікаві дослідження назви села зробив уродженець с. Осій, археолог та етнограф Михайло Потушняк, син поета Федора Потушняка. Він звернув увагу на топонімічні назви і виявив, що багато з них мають болгарську основу, тобто залишилися у спадок від давніх поселенців — болгар. Ця версія отримала підтвердження і археологічними розкопками — в одному з урочищ було виявлено залишки поселення, яке належало древнім болгарам. І справді, для болгар слово «осій» означає затінена сторона гори або тінисте місце.

## Географія
Село Осій розташоване біля підніжжя та на схилах гірського масиву Великий Діл, що є центральною частиною Вигорлат-Гутинського вулканічного хребта.
Через село протікає річка Синявка, ліва притока річки Іршава.

## Історія
В південній околиці села Осій, в урочищі Чищаник-Фединівки — поселення культури Баден. Біля південного підніжжя гори Хрін — у різних місцях знайдено 8 шліфованих кам'яних сокир, а також 15 глиняних конусів доби раннього заліза. В урочищі Хомовиця — багатошарове поселення епох неоліту, раннього заліза, провінційно-римського і давньоруського часів. В урочищі Чищаник — поселення куштановицької культури. З присілка Лави походять три шліфовані кам'яні сокири.
Перші згадки про село Руське (це на території сучасного с. Осій) сягають XI століття, а вже в 1363 році в угорських документах вперше фіксується назва «Осій» у зв'язку із поширенням чуми.
У 1587 році угорці перейменували село Осій на Szajkófalva (Сойкофолво — фолво — «село», а сойко вони пов'язували з тим, що Осій походить від слова «сойка»). Така назва села існувала до 1919 року, а потім край ввійшов у склад Чехословацької Республіки, і була повернута попередня назва.
З 1844 року селище користувалось громадською печаткою з гербом: зображенням увінчаного короною щита "французького" типу, на якому — кінь, що йде в правий геральдичний бік.

## Релігія
храм св. арх. Михайла. 1859.
Священика згадують у 1748 р. До спорудження в селі типової базилічної церкви за о. Івана Грабаря тут стояла дерев'яна церква. Табличка над входом повідомляє, що церкву збудовано в 1883 р. (можливо, будівництво тривало до цього року).
У 1936 р. майстер Ґрюнберґер вкрив вежу бляхою. У 1984 р. проведено капітальний ремонт церкви. У 1987 р. Михайло Росада вирізьбив новий іконостас.
У 1991 р. розібрано традиційну каркасну дерев'яну дзвіницю. У червні 1994 р. посвячено камінь під будівництво Григорівської православної церкви, а Михайлівську повернуто греко-католикам. Біля вівтарної частини стоїть кам'яний хрест з рельєфом та написом — Бряник Митер 1920. Перед головним фасадом — кам'яний хрест з написом: «СЕИ КРЕСТЪ | ОСНОВАЛЪ | МАГІКО ИВАНЪ | ДОБАЧИНЪ | 1889 РОКА».
Церква св. Юрія. 1927.
храм св. Юрія. 1927.
Православна громада перейшла в греко -католицьку церкву наприкінці 1940-х років. Дерев'яну православну церкву під бляшаним дахом, збудовану від 1924 до 1927 p., було знято з реєстрації 10 червня 1960 р. і розібрано. Нині споруджено цегляну церкву.
Свято-Пантелеймонівський жіночий монастир

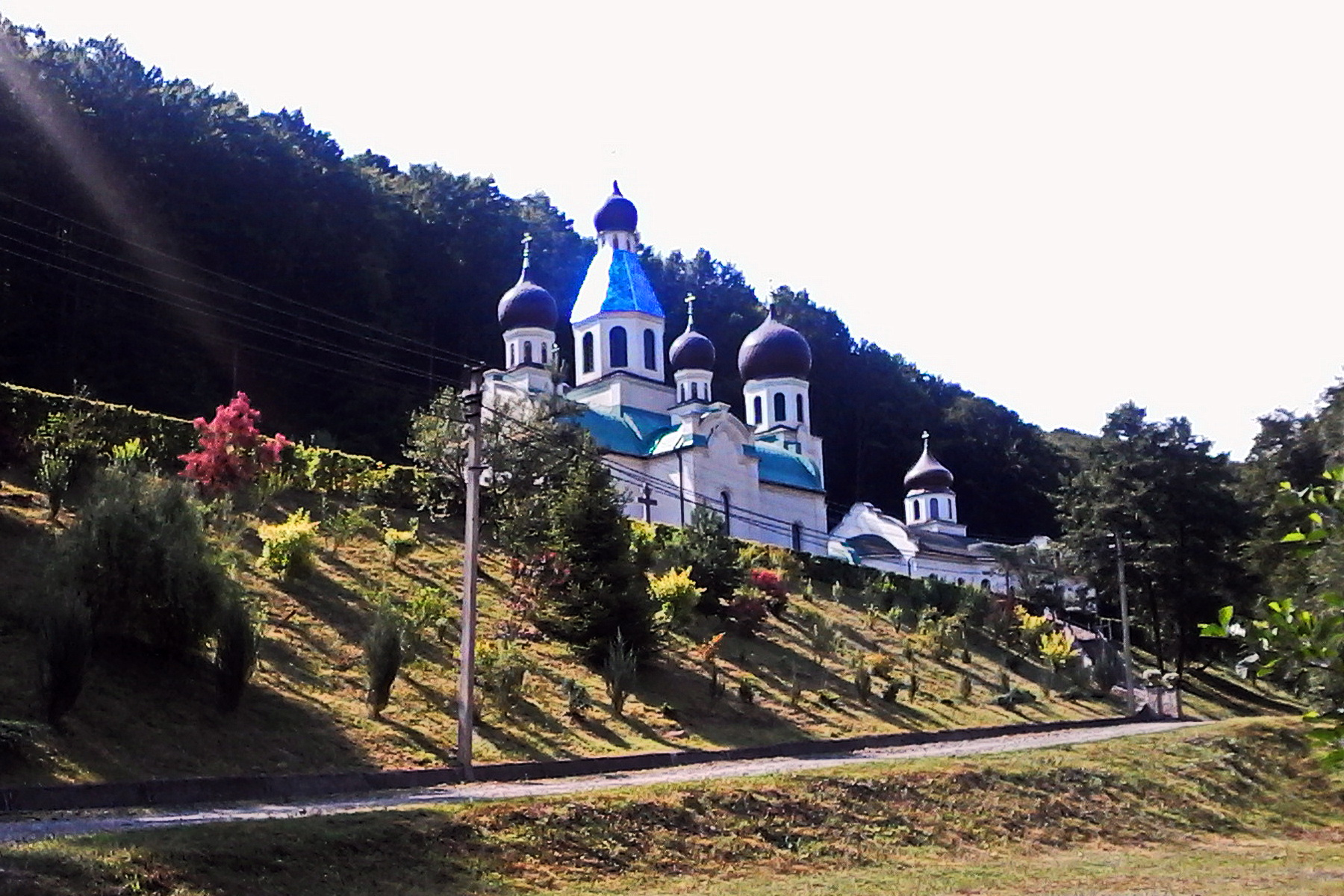
Свято-Пантелеймоновський жіночий монастир

І хоча монастир був заснований порівняно недавно, в 2000 році, підстава його, з життєвої точки зору, було не зовсім звичайним. У селі Осій, поруч з яким стоїть монастир, жив на спокої священик Георгій Петровцій. Йому було вже більше шістдесяти років, здоров'я його було слабким і він хотів прийняти чернецтво. Одного разу на Великдень йому приснився сон, і сон цей повторився тричі — три дні поспіль. Йому снилося, що він сидить на горі і на протилежній горі, через річку, бачить чудовий монастир, і голос з неба каже отцю Георгію: «Строй на цьому місці монастир!». І як недавно з'ясувалося, це місце, в урочищі Кам'янка, непроста: там знайшли стародавні келії, вирубані в скелі, за зовнішнім виглядом схожі на келії в Києво-Печерській лаврі. Своєрідні склепіння, ніші для свічок та ікон. Таких келій там кілька. Є там і одна велика печера, вирубана в формі хреста. У цій печері прекрасна акустика, і, судячи з усього, у ній знаходився храм. Заплановано з часом відновити в ньому богослужіння.
У архіві Свято-Пантелеймонівського жіночого монастиря містяться документи, які характеризують існування монастиря протягом перших 5 років існування як Свято-Пантелеймонівського храму. Багато інформації про засновника протоієрея Георгія Петровція, про подальше існування церкви, перетворення її на чоловічий монастир 26 липня 2005 року, затвердження намісника архімандрита Петра (Прядка). Надалі Свято-Пантелеймонівську обитель було реорганізовано на жіночий монастир. Документи, що підтверджують цей факт, знаходяться у поточному архіві даного монастиря. Серед них — указ Високопреосвященнійшого Феодора, керуючого Мукачівською православною єпархією, у якому йдеться про призначення насельниці Свято-Успенського жіночого монастиря у селі Домбоки Мукачівського району інокині Сергії (Марційчук), в.о настоятельниці новоствореного жіночого монастиря.
Перша письмова згадка про відкриття школи в селі Осій припадає на 1860 рік. Хроніка школи с. Осій, яка велася з 1919 по 1943 рр., згадує, що перша школа при греко-католицькій парафії була відкрита в 1860 році. Першим півце-вчителем в парафіяльній школі працював церковний дяк Василь Чепак. А після його смерті в 1875 році вчителем було обрано його сина Андрія, який працював в школі до 1898 року. А до 1902 року вчителем школи був Яцина.
В 1902 році відкривається державна початкова школа. Таким чином в цей період в селі існують дві школи — державна та парафіяльна з двома класами, у яких навчаються діти чотирьох шкільних років.
В 1912 році вчителем у державній школі був призначений Іванчов, який на свої кошти будує шкільне приміщення в присілку Лази, котре держава в нього орендує. В 1912—1913 навчальному році в селі працюють три класи, у яких навчається 180 дітей. До 1919 року навчання викладалося угорською мовою

## Населення
Згідно з переписом УРСР 1989 року чисельність наявного населення села становила 3468 осіб, з яких 1720 чоловіків та 1748 жінок.
За переписом населення України 2001 року в селі мешкало 3555 осіб.

### Мова
Розподіл населення за рідною мовою за даними перепису 2001 року:
| Мова       | Відсоток |
| ---------- | -------- |
| українська | 99,47 %  |
| російська  | 0,51 %   |
| білоруська | 0,03 %   |

## Відомі люди
В селі Осій народились відомі постаті:
- народний артист України Іван Попович,
- поет Федір Потушняк,
- археолог та етнограф Михайло Потушняк,
- доктор хімічних наук, професор, лауреат Державної премії України в галузі науки і техніки Переш Євген Юлійович.
- письменник та поет Іван Петровцій

Віта Остапчук (Кізляк) співачка, війсковослужбовець ЗСУ

## Природно-заповідний фонд

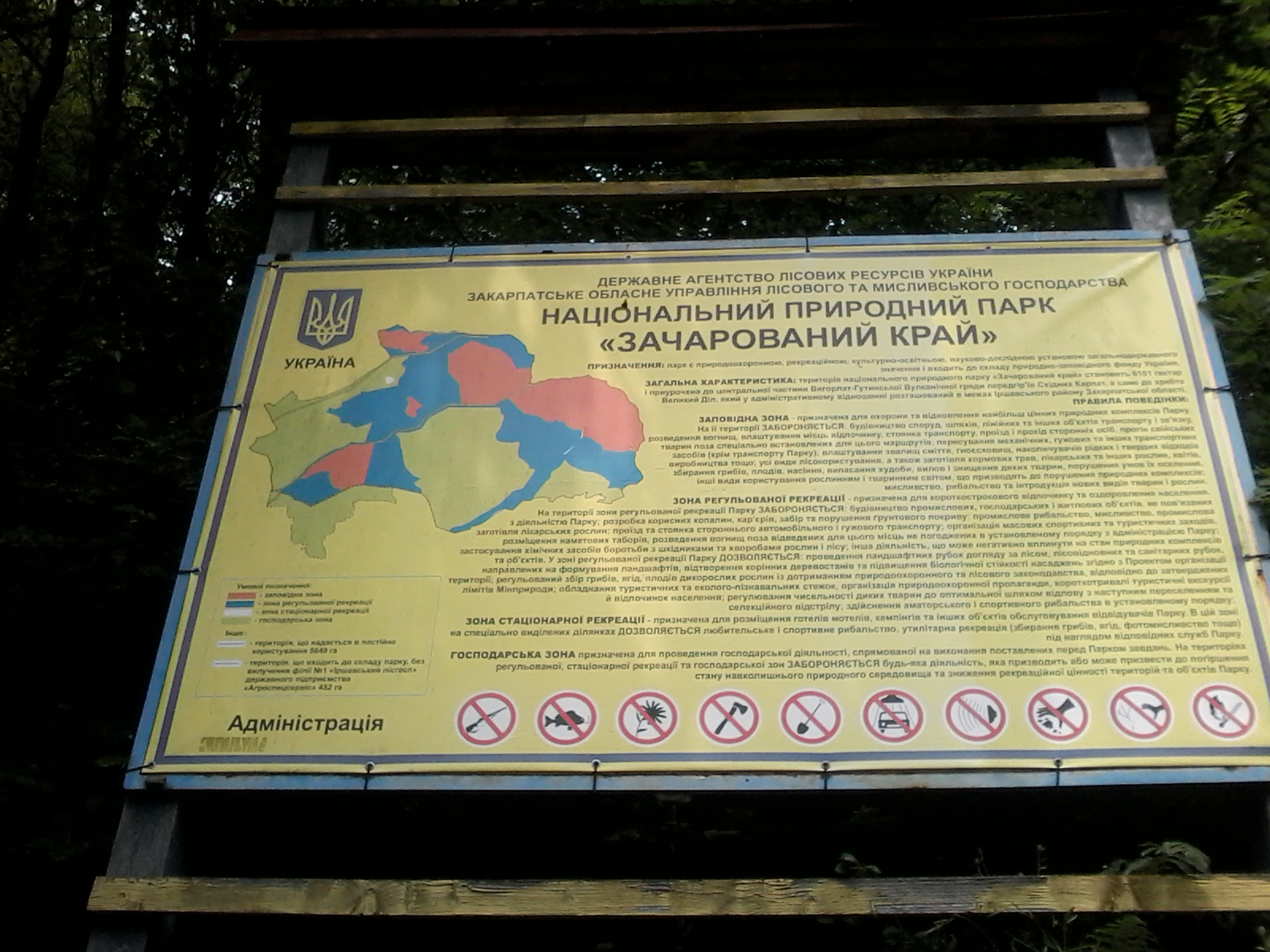
НПП «Зачарований край». Інформаційний стенд

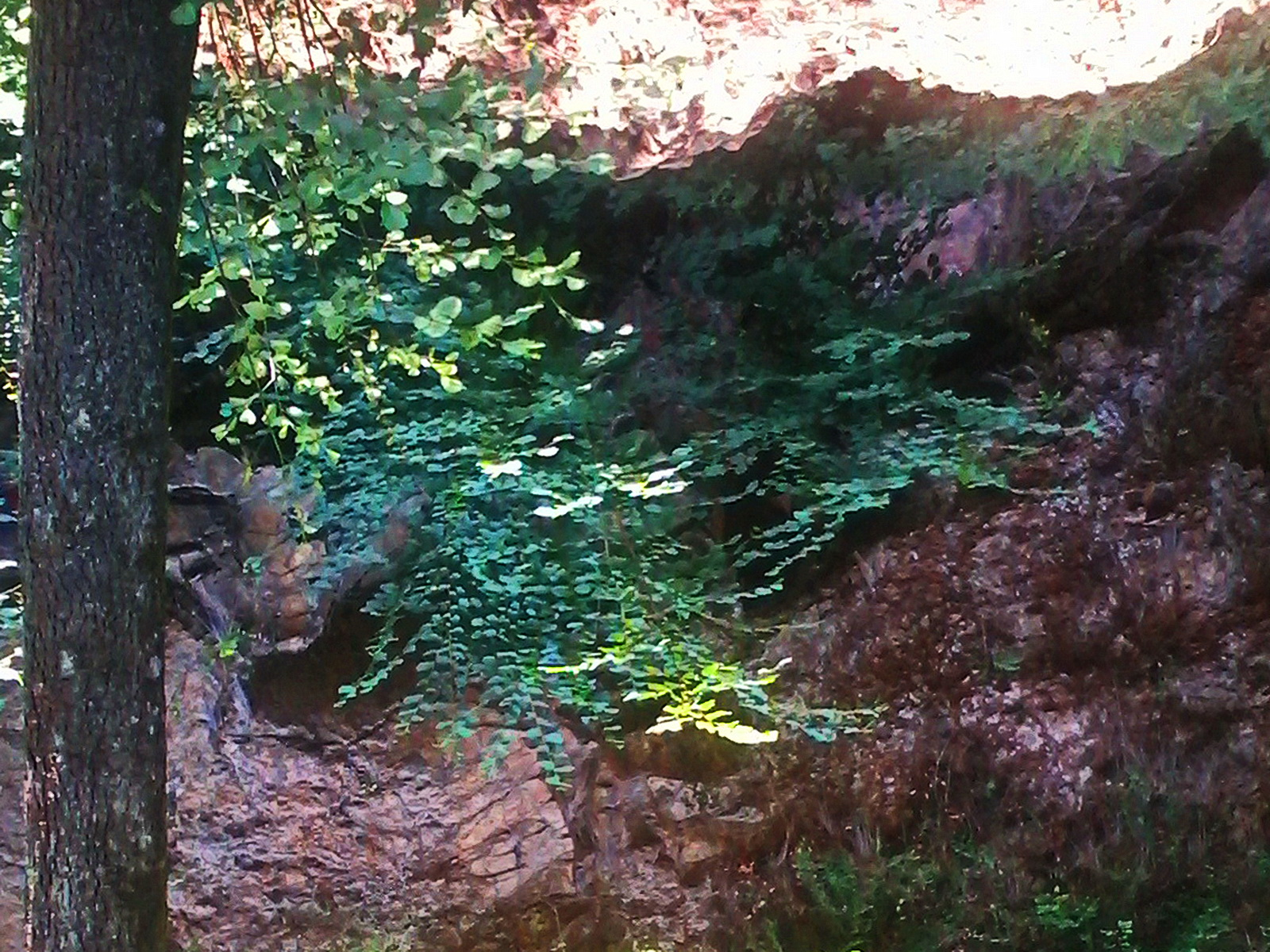
Барвисті скелі

Національний природний парк «Зачарований край»
Національний природний парк «Зачарований край» розташований північніше с. Осій у межах гірського масиву Великий Діл. Він є природоохоронною, рекреаційною, культурно-освітньою, науково-дослідною установою загальнодержавного значення і входить до складу природно-заповідного фонду України, охороняється як національне надбання, щодо якого встановлюється особливий режим охорони, відтворення та використання. Його створено з метою збереження, відтворення та ефективного використання типових та унікальних природних комплексів Східних Карпат, зокрема хребет Великий Діл, що має важливе природоохоронне, естетичне, наукове, освітнє, рекреаційне та оздоровче значення. Загальна площа 6101 га. Рослинний покрив утворений різновіковим буковим лісом з домішками ялини європейської. Також тут багатий тваринний світ.
До складу національного природного парку «Зачарований край» входять:
- Геологічний заказник загальнодержавного значення «Зачарована долина»;
- Гідрологічна пам'ятка природи загальнодержавного значення «Болото Чорне Багно».

Геологічний заказник загальнодержавного значення «Зачарована долина»
У геологічному заказнику загальнодержавного значення «Зачарована долина» охороняється мальовниче міжгір'я у верхів'ї Смерекового потоку (Ялового потоку) з оригінальними кам'яними утвореннями. Скелі з вторинних кварцитів заввишки від 20 до 100 м внаслідок вивітрювання набули різноманітних фантастичних форм, що нагадують руїни замків (Городище Велетня), дерева (Смерековий Камінь), тварин (Верблюд-Велетень, Соколята). Є тут скам'янілий водоспад — потік застиглої лави. На правому березі потоку є печера з джерелом мінеральної води. 

## Туристичні місця
- Національний природний парк «Зачарований край»
- Свято-Пантелеймонівський жіночий монастир
- храм св. арх. Михайла. 1859.
- храм св. Юрія. 1927.
- в урочищі Кам'янка, функціонують дві траси середньої та низької складності, які підходять для новачків гірськолижного спорту. Довжина трас 600 і 800 метрів, а перепад висоти становить 50-70 метрів. Коротша траса, яка розташована праворуч є більш пологою і рівномірною. Вона є вдалим варіантом для навчання новачків, які хочуть з нуля навчитись кататись на лижах чи сноуборді. Довший спуск є стрімкішим й екстремальнішим, розрахованим на більш досвідчених лижників і сноубордистів. На трасах діє бугельний підйомник завдовжки 450 метрів та ратрак. Пропускна спроможність підйомника становить 720 чоловік на годину. В темний час доби траси освітлюються.